# Samal Eslämova
Samal Ilijasqyzy Eslämova (in kazako Самал Ілиясқызы Есләмова?; Petropavl, 1º settembre 1984) è un'attrice kazaka.
Nel 2018 ha vinto il Prix d'interprétation féminine al Festival di Cannes per il film Ajka. Per lo stesso film ha vinto anche il premio Nika e l'Arancio d'oro alla migliore attrice al Festival internazionale del cinema di Adalia.

## Filmografia
- Tulpan - La ragazza che non c'era  (Tjul'pan), regia di Sergej Dvorcevoj (2008)
- Ajka, regia di Sergej Dvorcevoj (2018)